# コミュニケイション (スパンダー・バレエの曲)
「コミュニケイション」(Communication) は、イングランドのニュー・ウェイヴ・バンド、スパンダー・バレエの楽曲で、1983年のアルバム『トゥルー』からの2枚目のシングルとしてリリースされた。地元のイギリスでは、全英シングルチャートの12位まで上昇した。 この曲は、アイルランドのアイルランド・シングルチャートで13位、ニュージーランドの公式ニュージーランド音楽チャートで10位となった。
日本盤シングルは、それぞれジャケットが異なる7インチ盤2種類と12インチ盤、合わせて3種類が存在している。最初に出た7インチ盤 (WWS-17344) のジャケット写真はメンバーの半ズボン姿の写真が使われているが、後から出た7インチ盤 (WWS-17443-A) のジャケット写真はメンバーのスーツ姿の写真が使われている。

## トラック・リスト
7インチ・シングル
A. "Communication" -3:24
B. "Communication (Edited Club)" - 2:42
12インチ・シングル
A. "Communication (Club Mix)" - 4:28
B. "Communication" - 3:36